# Česká Bříza
Česká Bříza (en allemand : Deutsch Brzis) est une commune du district de Plzeň-Nord, dans la région de Plzeň, en République tchèque. Sa population s'élevait à 586 habitants en 2022.

## Géographie
Česká Bříza se trouve à 11 km au nord-nord-est du centre de Plzeň et à 78 km à l'ouest-sud-ouest de Prague.
La commune est limitée par Hromnice au nord et à l'est, par Dolany et Zruč-Senec au sud, et par Třemošná à l'ouest.

## Histoire
Le village, qui s'appelait Bříza à l'origine, prit le nom de Německá Bříza (Bříza allemand) en 1575. Après la Seconde Guerre mondiale, la commune reprit le nom de Bříza, puis en 1949 son nom actuel de Česká Bříza (Bříza tchèque).

## Galerie

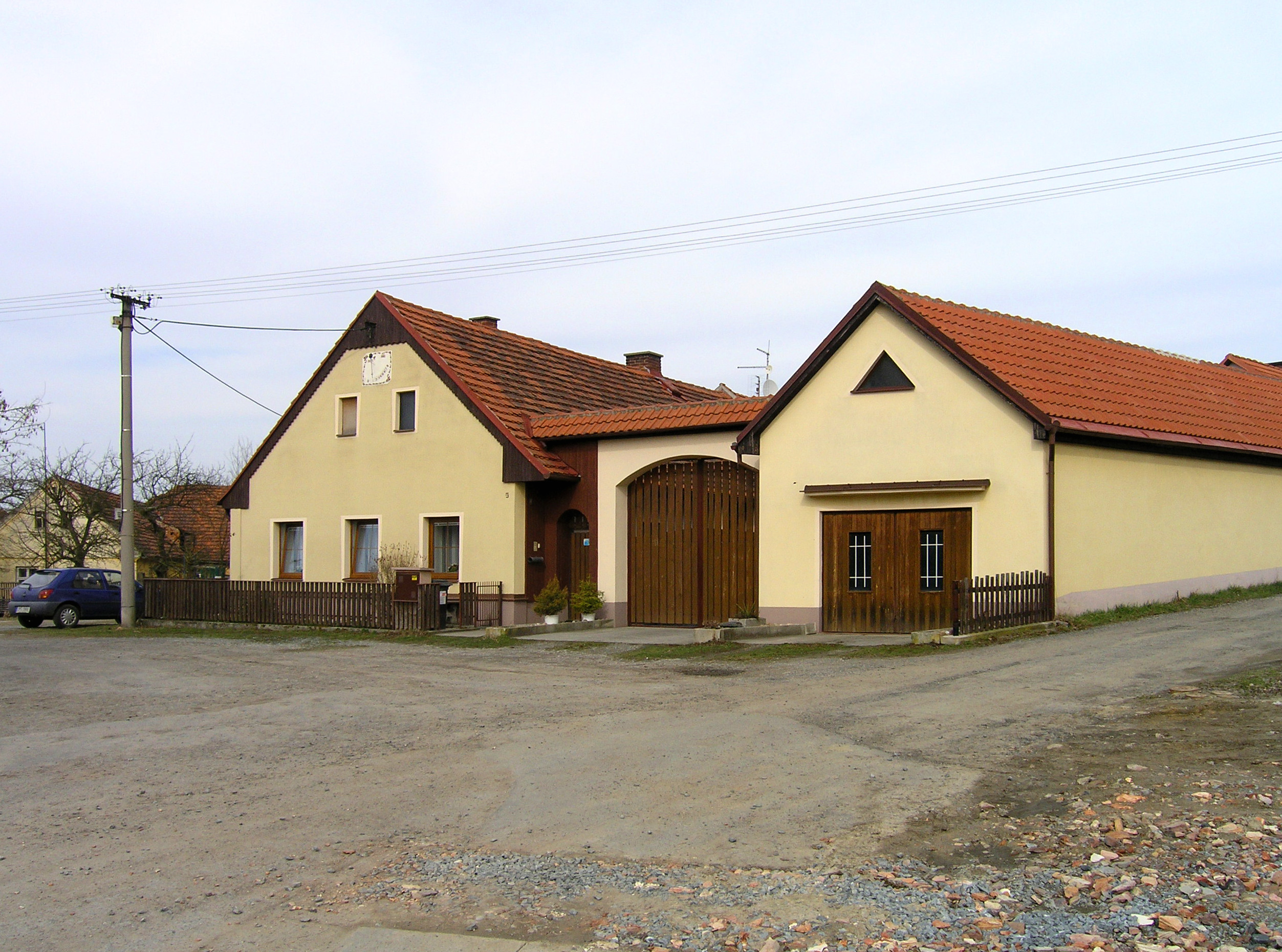
Ferme à Česká Bříza.
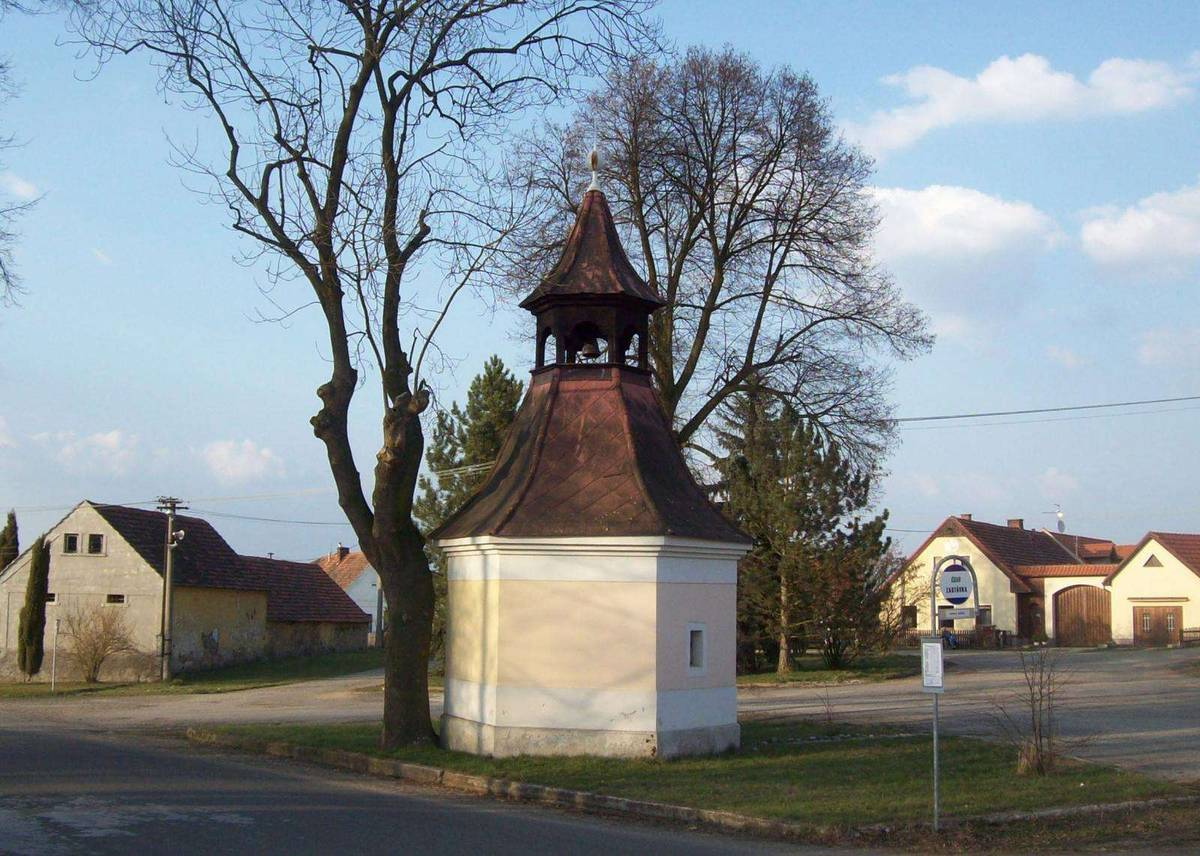
Chapelle Saints-Pierre-et-Paul.

## Transports
Par la route, Česká Bříza se trouve à 4 km de Třemošná, à 11 km de Plzeň et à 101 km de Prague. 